# Suakoko (distrito)

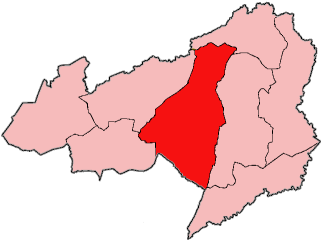
Localização de Suakoko no condado de Bong.

Suakoko (geralmente pronunciado Suacoco em países de língua inglesa) é um dos oito  distritos localizado no condado Bong, Libéria. Além disso, está localizado na porção centro-sul do condado de Bong. A maioria dos residentes neste distrito são as entidades patronais com o Phebe hospital e Cuttington University campus principal. Outros dentro da área são trabalhadores locais, com trabalhadores e estudantes que vêm para a área em busca de emprego e/ou educação. 